# Gozdni ekosistem
Gozdni ekosistem je po domače gozd. Je naravni sistem, po naravnih zakonih urejena in povezana celota živih organizmov in neživega okolja. Navzven je prepoznaven po poraslosti z gozdnim drevjem.
Gozdni ekosistem nastaja samodejno. V naravni  interakciji z dejavniki okolja. Med okoljskimi dejavniki je odločilna klima. Glede na razpoložljivo toploto se gozdni ekosistemi v različnih podnebnih pasovih močno razlikujejo. V subpolarnem pasu na severu prevladuje tajga ali iglasti gozd (smreke, bora, macesna), v zmerno toplem pasu mešani listopadni gozd zmernega pasu, ob ekvatorju tropski deževni gozd... 
Prevladujoče, pod vplivom klime oblikovan gozdni ekosistem, je klimaksni gozd ali klimaks. Dokler klimatske spremembe bistveno ne spremenijo klimo, je obstoječa oblika gozda klimaks, najvišje razvita razvojna stopnja vegetacije na kopnem. Je zgled neokrnjenega naravnega gozda, kot je na primer pragozd.
Klimaksni gozd je najbolj obstojen in najbolj produktiven proizvajalec biomase med kopenskimi ekosistemi. Trajno ga spreminja in tudi ogroža, človekova dejavnost, predvsem gospodarjenje z gozdom in druge, za gozd moteče dejavnosti.
Danes v naravi klimaksni gozd nadomešča gospodarski gozd. To je umetno spremenjena oblika naravnega gozda. Spremenjenost gozda se nanaša na notranje strukture gospodarskega gozda, oziroma na njegovo zgradbo. Glede na stopnjo spremenjenosti, je lahko gozd ohranjen (sonaravni gozd), spremenjen (predrugačena zgradba gozda), izmenjan (gozdni nasad) ali razgrajen (uničen gozd).
Odgovorno, neprofitno gozdarstvo, se venomer prizadeva izboljšati stanje gozda. Skuša ga približati njegovemu potencialnemu, klimaksnemu stanju. Takšen je tudi cilj gozdarskega načrtovanja. Optimalno razvit gozd je namreč zelo obstojen. V svojem okolju je trajen in maksimalno produktiven. Optimalnemu gozdu podoben, je po načelih sonaravnosti negovan in ohranjen sonaravni gospodarski gozd. Tak gozd lastniku omogoča trajne in optimalne donose, oziroma dohodke iz gozda.
V Sloveniji stanje gozda ni optimalno. Izkoristek rastiščnega potenciala je nizek, ker pomeni, da gozdovi ne izrabljajo dovolj, sicer ugodnega naravnega potenciala rastišč. To dejstvo narekuje odločnejša prizadevanja za ohranjanje gozda na višjem nivoju.